# Бим и Бум
Бим и Бум, у оригиналу енгл. The Katzenjammer Kids je стрип Американца немачког порекла Рудолфа Диркса, први пут објављен 12. децембра 1897. у Америкен хјумористу, (енгл. American Humorist) недељном хумористичком подлистку новина Њујорк џорнал (енгл. New York Journal).
Стрип је био инспирисан сликовницом Сима и Тима, немачког аутора Вилхелма Буша која је уживала огромну популарност на немачком говорном подручју.
Главни јунаци су дечаци Бим и Бум који смишљају разне несташлуке чије су жртве њихова мама, Капетан, Инспектор и Мис Алгебро.
Диркс је на овом стрипу радио све до 1912. године, када је незадовољан условима и односом свог послодавца напустио Џорнал. Уместо њега, рад на стрипу све до 1949. наставља Харолд Кнер (енгл. Harold Knerr). Диркс је у међувремену одлучио да поново почне да ради на овом стрипу, у почетку под именом Ханс и Фриц а касније као Капетан и деца (енгл. The Captain and the Kids). 
Супарничке верзије стрипа су постојале све до престанка објављивања Капетана и деце 1979. године. Други The Katzenjammer Kids  се објављује и дан данас, што га чини стрипом који најдуже излази у историји.
Стрип Бим и Бум је спадао међу најпопуларније хумористичке стрипове у Србији и први пут је код нас објављен 1939. године у броју 20. Политикиног забавника, У обновљеном „Забавнику“ после рата, редовно је излазио у недељеним епизодама обима једне табле све до почетка деведесетих.